# Aïcha (régente de Touggourt)
Pour les articles homonymes, voir Aïcha (homonymie).
Lalla Aïcha (arabe : للا عائشة) fut régente du sultanat de Touggourt de 1833 à 1846,.

## Biographie
Aïcha est née dans la famille Ben-Gana qui se voit attribuer le titre de « cheikh el-Arab » par les Français,,. D'après certaines sources, elle épouse Amer, sultan de Touggourt (1822-1830). Selon d'autres, elle est la veuve d'Ibrahim III (1830-1831). Aïcha est la mère du sultan Abd ar-Rahman (1840–1852).
D'après des écrits de Sulayman IV, dernier sultan des Beni Djellab, datant de 1854, la période du règne de Aïcha est marquée par des fortes tensions au sein de la famille royale.
Alors que son demi-frère le sultan Ali dirige le Touggourt, Aïcha et quelques uns de ses courtisans le renversent en l'empoisonnant et prennent le pouvoir au nom de son fils Abd er-Rahman alors âgé de huit ans, mettant en place une régence. Prenant le titre de « khalifa », elle s'occupe des affaires de son royaume avec une certaine habilité. Durant la régence, elle se maintient au pouvoir en tuant ses opposants et rivaux potentiels dont le fils de Sulayman. Toujours d'après Sulayman IV, elle monte à cheval, porte un pistolet à sa ceinture et fume du haschich. Elle dirige ainsi le royaume jusqu'à ce que son fils soit assez grand pour le faire lui-même.